# محمد در مدینه (کتاب)
محمد در مدینه (به انگلیسی: Muhammad at Medina) کتابیست نوشتهٔ ویلیام مونتگومری وات به زبان انگلیسی دربارهٔ زندگی محمد پیامبر اسلام در مدینه.
انتشارات دانشگاه آکسفورد (کلارندون پرس) نخستین بار این کتاب را در سال ۱۹۵۶ م. منتشر کرد.

## درون‌مایه
- The provocation of Quraysh
- The failure of the Meccan ripost
- The winning of the Meccans
- The unifying of the Arabs
- The internal politics of Medina
- Muḥammad and the Jews
- The character of the Islamic state
- The reform of the social structure
- The new religion
- The man and his greatness
- Excursus.